# Čifteli

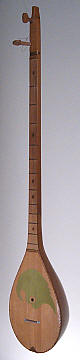
Čifteli

Čifteli (albánsky çifteli, qifteli dvojí struna) je drnkací strunný nástroj pouze se dvěma strunami, na který hrají hlavně Ghegové na severu a v centru Albánie a v Kosovu.
Čifteli je Albánci často používán na svatbách, na koncertech a také mnoha hudebníky mezi které patří i Nikollë Nikprelaj. Také se používá pro doprovod albánských eposů a balad.

## Stavba
Čifteli se liší ve velikosti, ale je nejčastěji naladěn na tóny h3 a e3 (stejně jako dvě horní struny kytary). Obvykle se na nižší strunu hraje drnkáním, zatímco melodie se hraje na vyšší strunu. Čifteli je pražcový nástroj, ale na rozdíl od většiny nemá pražce v chromatické stupnici (jeden pražec na půltón), ale v diatonické stupnici se sedmi tóny mezi oktávami.[zdroj?]

## Etymologie
Slovo çifteli  pochází z albánštiny: çift  ("dvojitý") a tel  ("struna").  

## Historie
Na nástroj se v jeho moderní podobě už nehraje ve střední Asii nebo Anatolii,  ale historicky turkické národy hrály na hudební nástroj známý jako ıklığ, což také znamená "dvě struny" (iki  znamená "dva" a lik  "množné číslo").